# 马来西亚州级公路系统
马来西亚州级公路系统是马来西亚的二级公路，由各州的公共工程局（JKR）融资建设，公路标准类似联邦公路，但编码系统有所不同。州级公路的编码是以州的代号开头，后面加上公路编号。例如，柔佛州32号公路标记为J32。如果州级公路穿越州的边界，其州代号也跟随更换，例如，雪兰莪州沙叻丁宜的B20号公路在穿越森美兰州的边界后，其编码就改为N20。

## 州级公路系统的州代号

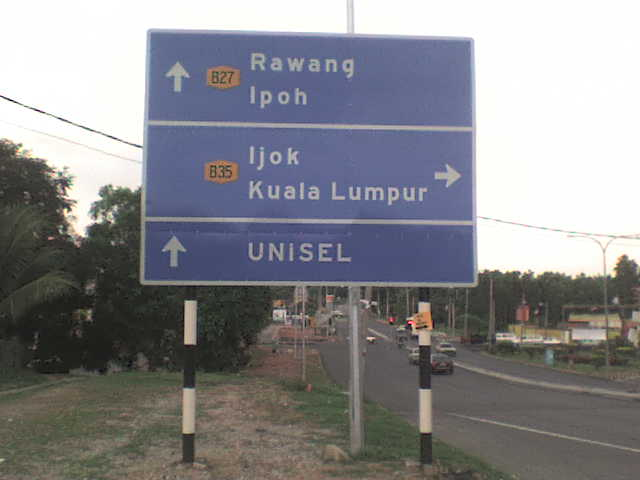
位于雪兰莪八丁燕带B35公路的一个告示牌

除了沙巴州之外，马来西亚州级公路系统里使用的州代号基本上和车牌号码所表示的注册地区相同。
- A： 霹靂
- B： 雪蘭莪
- C： 彭亨
- D： 吉兰丹
- J： 柔佛
- K： 吉打
- M： 马六甲
- N： 森美蘭
- P： 檳城
- R： 玻璃市
- SA： 沙巴
- T： 登嘉樓
- W： 吉隆坡（联邦直辖区） （未使用）
- Q： 砂拉越

## 城区道路
城区道路主要是由地方议会维护，通常没有编上路线号码，但雪兰莪州首府莎阿南的一些主要道路是个例外。例如，莎阿南的拉惹穆达大道（Persiaran Raja Muda）的道路编号是BSA-3。